# Rachiplusia atrata
Rachiplusia atrata är en fjärilsart som beskrevs av Eugenio Giacomelli 1911. Rachiplusia atrata ingår i släktet Rachiplusia och familjen nattflyn. Inga underarter finns listade.